# Hera Björk
|  | Denne artikel omhandler Hera Björk. For Björk Guðmundsdóttir, se Björk. |
Hera Björk Þórhallsdóttir (født 29. marts 1972) er en islandsk sangerinde bosat i København.
Hun er uddannet sanger fra Complete Vocal Institute i København, og hun underviser i dag professionelle sangere både i Danmark og i udlandet. Hun har udgivet flere albums i Island, og sunget i adskillige musicals, medvirket i tv-programmer, lagt stemme til tegnefilm og været korsanger for blandt andet verdensstjernen Björk. Heras soloalbum, Ilmur af jólum, blev udgivet i 2000, og i 2006 udkom hendes andet album, Hera Björk. Hera var i 1999-2000 tv-vært for underholdningsprogrammet Stutt í Spunann, der blev sendt på islandsk nationalt tv.
Hera deltog in 2007 som solist i det islandske melodi grand prix og var korsanger for Euroband ved Eurovision Song Contest 2008 i Beograd. I 2009 deltog hun i Dansk Melodi Grand Prix med sangen Someday der er skrevet af Christina Schilling, Jonas Gladnikoff, Henrik Szabo og Daniel Nilsson. Her fik hun en andenplads, men sangen vandt efterfølgende i uofficielle OGAE Second Chance Contest. Det samme år var hun også korsanger for islandske Jóhanna Guðrún Jónsdóttir ved Eurovision Song Contest 2009 i Moskva.
I 2010 vandt hun det Islandske melodi grandprix med sangen Je ne sais quoi (Jeg ved ikke hvad), og repræsenterede derfor Island i Eurovision Song Contest 2010 i Oslo, hvor hun blev nr. 19 i finalen efter en 3. plads i semifinalen.
I 2024 repræsenterede hun igen Island ved Eurovision Song Contest, der blev afholdt i Malmö i Sverige. Denne gang med sangen “Scared of Heights”. Sangen kvalificerede sig dog ikke til finalen, da sangen endte på en 15. Plads i semifinalen. 

## Diskografi
- Ilmur af jólum (2000)
- Hera Björk (2006)